# Ethan Frome
Ethan Frome regnes for en af Edith Whartons mest vellykkede romaner og betragtes af flere kritikere som hendes mesterværk. Wharton skrev den, mens hun boede i Frankrig, og den blev udgivet i 1911, to år før hun blev skilt fra sin mand. Romanen skiller sig ud fra det øvrige forfatterskab ved at være skildret fra underklassens perspektiv, men vidner som hendes øvrige værker om stor social og psykologisk indsigt.
Flere kritikere har argumenteret for, at Ethan Frome afspejler Edith Whartons eget ulykkelige ægteskab med den tolv år ældre Edward (Teddy) Wharton, som hun intet havde til fælles med, og som i løbet af deres ægteskab blev mere og mere psykisk ustabil. Parret blev skilt i 1913 på Edith Whartons foranledning, hvilket var højst usædvanligt for det miljø, der havde ført dem sammen.
Det er også kendt, at Edith Wharton fra 1907-1910 havde en intens kærlighedsaffære med journalisten Morton Fullerton, som hun lærte at kende gennem Henry James. Hendes biograf R.W.B. Lewis argumenterer for, at Mattie Silver i Ethan Frome er baseret på ham.
Selvom nogle kritikere anklagede Wharton for at skrive om en verden, som hun i sin egenskab af overklassekvinde intet kendte til, kan det ikke bestrides, at hun i høj grad havde kendskab til de psykologiske og relationelle problemer, der er bogens kerne. Fortællingen undersøger med dyb indsigt, hvordan følelser som skyld, vrede, angst og intens jalousi samt uventede og forbudte glæder påvirker mennesker i deres nærmeste relationer – uanset deres samfundsmæssige stilling.
Wharton fandt sandsynligvis inspiration til Ethan Fromes tragiske afslutning fra en ulykke, hun havde hørt om i Lenox, Massachusetts i 1904. Den virkelige ulykke involverede fem personer, der kælkede ind i en lygtepæl på vej ned ad Courthouse Hill i Lenox. En af de involverede blev dræbt i ulykken, som Edith Wharton fik kendskab til gennem en af de overlevende, hun blev venner med, mens de begge arbejdede på biblioteket i Lenox.
Romanen blev filmatiseret i 1993 med Liam Neeson, Patricia Arquette og Joan Allen i hovedrollerne.